# Knyszewicze
Knyszewicze [knɨʂɛˈvit͡ʂɛ] es un pueblo ubicado en el distrito administrativo de Gmina Szudziałowo, dentro del Distrito de Sokółka, Voivodato de Podlaquia, en el norte de Polonia oriental, cercano a la frontera con Bielorrusia. Se encuentra aproximadamente a 4 kilómetros al norte de Szudziałowo, a 14 kilómetros al sureste de Sokółka, y a 42 kilómetros al noreste de la capital regional Białystok.